# Simcha Lieberman
Simcha Binem Lieberman (ur. 29 grudnia 1929 w Warszawie, zm. 28 czerwca 2009 w Safed, Izrael) – pochodzący z Warszawy rabin, od 1945 mieszkający w Wielkiej Brytanii, a od 1992 w Izraelu. 

## Życiorys
Urodził się w rodzinie chasydzkich Żydów, jego ojcem był Brachya Liebermann. Uczęszczał do szkoły talmudycznej, mimo wybuchu II wojny światowej kontynuował naukę. 
Podczas likwidacji getta warszawskiego został przetransportowany do obozu na Majdanku, gdzie pracował fizycznie na równi z dorosłymi. Pomiędzy 1943 a 1945 był więziony kolejno w siedmiu obozach koncentracyjnych m.in. Dachau i Theresienstadt. W 1945 po zakończeniu wojny jego stan zdrowia był bardzo zły, uratował go rabin Solomon Schonfeld, który był dyrektorem naczelnym w Radzie Kryzysowej. Dzięki niemu znalazł się w Wielkiej Brytanii, gdzie ukończył studia w Gateshead College Talmudical oraz poślubił Chavę Soshę, która ocalała z obozu Auschwitz-Birkenau. Od 1971 do 1984 pracował w News College London jako wykładowca prawa talmudycznego, a następnie zaczął pisać na temat wiedzy talmudycznej, w ten sposób powstała seria zatytułowana Bishvilei Oriso, która zawiera wyniki badań nad Torą. 
W 1992 wyemigrował do Izraela i zamieszkał w Safed, gdzie założył instytut zajmujący się publikacją jego pism, których seria liczy dwadzieścia tomów. 